# العلاقات الدومينيكانية الفيتنامية
العلاقات الدومينيكانية الفيتنامية هي العلاقات الثنائية التي تجمع بين جمهورية الدومينيكان وفيتنام.

## مقارنة بين البلدين
هذه مقارنة عامة ومرجعية للدولتين:
| وجه المقارنة                                              | جمهورية الدومينيكان | فيتنام           |
| --------------------------------------------------------- | ------------------- | ---------------- |
| المساحة (كم2)                                             | 48.67 ألف           | 331.69 ألف       |
| عدد السكان (نسمة)                                         | 10.40 مليون         | 94.66 مليون      |
| الكثافة السكانية (ن./كم²)                                 | 213.68              | 285.39           |
| العاصمة                                                   | سانتو دومينغو       | هانوي            |
| اللغة الرسمية                                             | اللغة الإسبانية     | اللغة الفيتنامية |
| العملة                                                    | بيزو دومنيكاني      | دونغ فيتنامي     |
| الناتج المحلي الإجمالي (بليون دولار)                      | 75.93 مليار         | 234.19 مليار     |
| الناتج المحلي الإجمالي (تعادل القوة الشرائية) بليون دولار | 149.89 مليار        | 553.42 مليار     |
| الناتج المحلي الإجمالي الاسمي للفرد دولار أمريكي          | 6.47 ألف            | 2.48 ألف         |
| الناتج المحلي الإجمالي للفرد دولار أمريكي                 | 13.26 ألف           | 5.63 ألف         |
| مؤشر التنمية البشرية                                      | 0.715               | 0.666            |
| رمز المكالمات الدولي                                      | +1809، +1829، +1849 | +84              |
| رمز الإنترنت                                              | .do                 | .vn              |
| المنطقة الزمنية                                           | 00                  | ت ع م+07:00      |

## منظمات دولية مشتركة
يشترك البلدان في عضوية مجموعة من المنظمات الدولية، منها:
| علم المنظمة | اسم المنظمة                        | تاريخ انضمام جمهورية الدومينيكان | تاريخ انضمام فيتنام |
| ----------- | ---------------------------------- | -------------------------------- | ------------------- |
|             | المنظمة الهيدروغرافية الدولية      | ?                                | ?                   |
|             | الاتحاد البريدي العالمي            | ?                                | ?                   |
|             | يونسكو                             | 4 نوفمبر 1946                    | 6 يوليو 1951        |
|             | البنك الدولي للإنشاء والتعمير      | 18 سبتمبر 1961                   | 21 سبتمبر 1956      |
|             | منظمة التجارة العالمية             | ?                                | 11 يناير 2007       |
|             | وكالة ضمان الاستثمار متعدد الأطراف | 7 مارس 1997                      | 5 أكتوبر 1994       |
|             | منظمة الشرطة الجنائية الدولية      | ?                                | ?                   |
|             | مؤسسة التمويل الدولية              | 31 أكتوبر 1961                   | 4 أغسطس 1967        |
|             | الأمم المتحدة                      | 24 أكتوبر 1945                   | 20 سبتمبر 1977      |
|             | مؤسسة التنمية الدولية              | 16 نوفمبر 1962                   | 24 سبتمبر 1960      |
|             | منظمة حظر الأسلحة الكيميائية       | ?                                | ?                   |

## وصلات خارجية
- موقع وزارة الخارجية الفيتنامية